# تجهیزات اداری

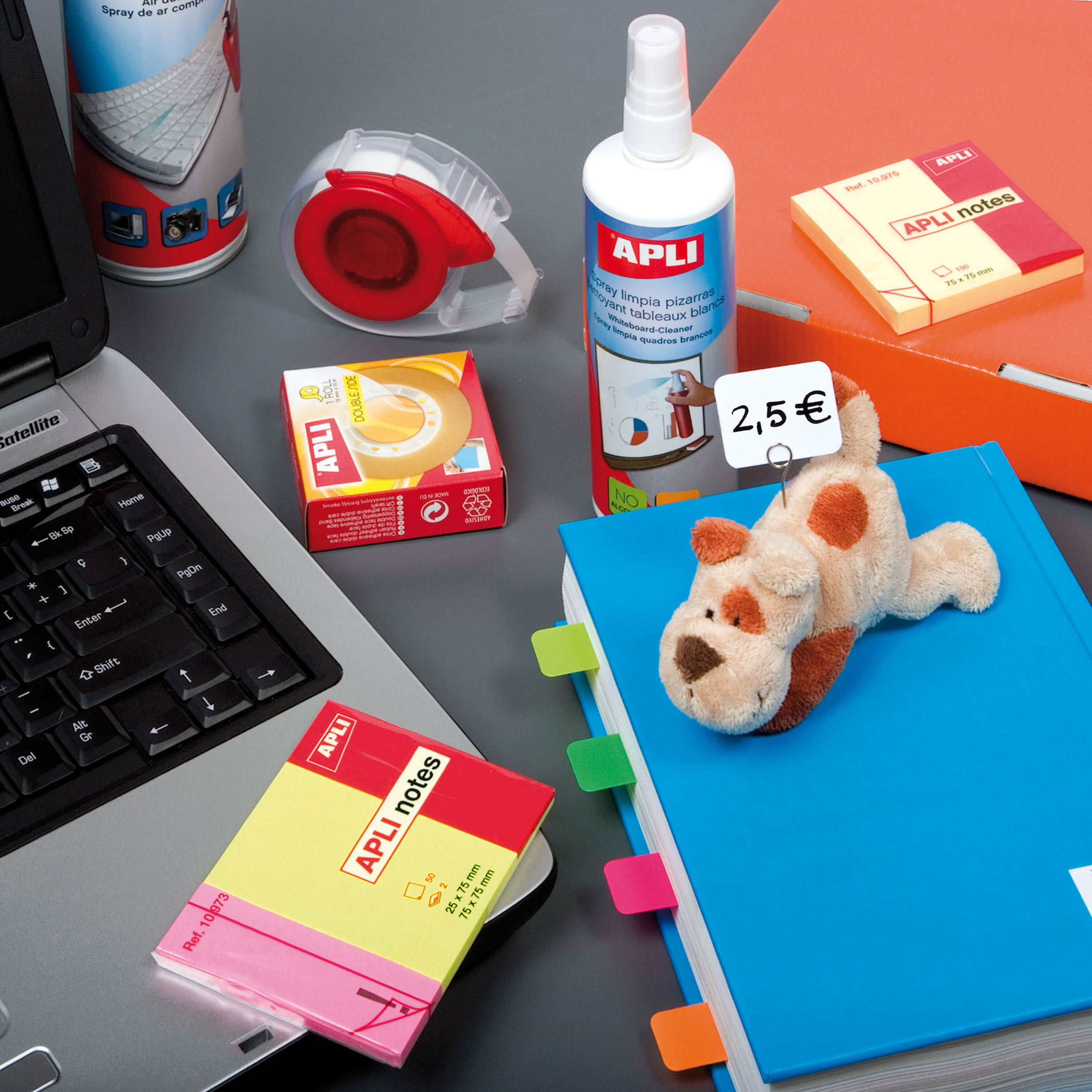
محصولات از مجموعه اداری و تجاری، کاغذ APLI

تجهیزات اداری (به انگلیسی: Office supplies) به کلیه تجهیزات و لوازمی که به‌طور معمول، در ادارات و دفاتر کسب‌وکار مورد استفاده قرار می‌گیرد، گفته می‌شود.
این تجهیزات از ابزارهای ساده مانند گیره کاغذ، سوزن منگنه، سوراخ‌کن، کلاسور، منگنه، قلم و کاغذ گرفته تا ماشین‌های اداری پیشرفته که فعالیت هر اداره و شرکتی بدون وجود آن‌ها غیرممکن است را شامل می‌شود. به جز اثاثیه، میز و مبلمان دفترکار به یک شمار تجهیزات و ماشین‌آلات اداری مانند رایانه، چاپگر، دورنگار و دستگاه فتوکپی نیاز است.

## وسایل روی میز کار
شاید در نگاه نخست این وسایل پیش پا افتاده به نظر برسد اما پایه و اساس یک میز اداری، مجهز بودن به وسایل و تجهیزاتی مانند خودکار، کاغذ یادداشت، کلاسور، پوشه و گیره کاغذ است به نظر ساده می‌آیند. البته با توجه به تناسب کارها وسایل روی میز کار در کسب و کارهای مختلف با هم متفاوت است.

## تجهیزات و ماشین آلات اداری
انواع ماشین‌های اداری در یک دسته‌بندی کلی به چاپگر، دستگاه فکس، پویشگر و دستگاه فتوکپی تقسیم می‌شوند که هر کدام با توجه به مشخصات و کاربردهایی که دارند، می‌توانند نیازهای مشخصی را در یک اداره برآورده سازند.

### دستگاه دورنگار
دستگاه دورنگار امکان ارسال و دریافت اسناد کاغذی را با استفاده از خطوط تلفن مهیا می‌سازد به این صورت که کاغذ را وارد دستگاه کرده و پویش می‌شود و سپس از طریق تلفن ارسال می‌شود.

### دستگاه کپی
دستگاه کپی یکی از پرکاربردترین دستگاه‌ها در محیط‌های مختلف اداری، دفتر کار، شرکت‌های گرافیکی و غیره می‌باشد. کار اصلی این دستگاه تهیه نسخه‌های کاغذی از مدارک و اسناد مانند شناسنامه، کارت ملی، متون و عکس می‌باشد. دستگاه‌های فتوکپی در دو گونه لیزری و جوهرافشان و دستگاه کپی رنگی و دستگاه کپی سیاه و سفید طراحی و تولید شده‌اند.

### پویشگر
پویشگر با توجه به طراحی که دارد می‌تواند یک نسخه دیجیتال از اسناد و مدارک و اطلاعات متنی و تصویری بر روی انواع کاغذها و سطوح مسطح دیگر را فراهم کند. پویشگرها در انواع مختلفی مانند پویشگر دستی، پویشگر مسطح و پویشگر فیدردار طراحی و تولید شده‌است.

### چاپگر
چاپگرها نیز یکی از تجهیزات ضروری شرکت‌ها و ادارات هستند. کارایی چاپگرها چاپ متن و تصاویر گرافیکی سیاه و سفید یا رنگی است. چاپگرها در گونه‌های مختلفی مانند چاپگرهای جوهرافشان، چاپگرهای لیزری، چاپگرهای چندکاره، چاپگر سوزنی و چاپگرهای قابل حمل برای مصارف و کاربردهای مختلف طراحی و تولید شده‌اند.